# Ulises Cardona
Ulises Israel Cardona Carrillo (ur. 13 listopada 1998 w Guadalajarze) – meksykański piłkarz występujący na pozycji skrzydłowego, od 2024 roku zawodnik Tepatitlán.